# Lion de Balsièges
Le Lion de Balsièges est un rocher calcaire situé sur le causse de Sauveterre et qui domine la vallée du Lot et le village de Balsièges. Il doit son nom à sa forme atypique ressemblant à un lion couché.

## Histoire

Blason de Balsièges

Le Lion de Balsièges est un site naturel classé par décret du 15 juin 1936.
Sur le blason de Balsièges, créé en 2000, le lion qui alimente plusieurs légendes locales y est représenté parmi d'autres éléments symboliques et caractéristiques de la commune.
Accessible uniquement par des randonnées pédestres, il se situe dans la forêt domaniale de Mende qui est composée en majorité de pins noirs d'Autriche.